# Борис Суботић
Борис Суботић (Сремска Митровица, 2001) српски је музичар. Најпознатији је по учешћу на Песми за Евровизију, српском националном финалу за Песму Евровизије 2022. и 2023.  Компоновао је песму Добродошли која ће у извођењу Нине Жижић представљати Црну Гору на Песми Евровизије 2025.

## Образовање
Студент је Факултетa савремених уметности, смер музичка продукција.

## Каријера
Рођен је 2001. у Сремској Митровици. Почео је да се бави певањем са 5 година. У септембру 2010. је учествовао на националном избору Србија за Дечју песму Евровизије 2010. са песмом До моје клупе. На избору је завршио на другом месту.
Учествовао је на такмичењима Ја имам таленат, Вивковизија и Ја могу све на ком је и победио.
Године 2022. је учествовао на Песми за Евровизију ’22, српском националном избору за Песму Евровизије 2022. са песмом Врати ми. Опет учествује на Песми за Евровизију ’23 са песмом Недоступан.

## Награде и номинације
| Година | Награда                 | Категорија                 | Рад        | Исход              | Реф.         |
| ------ | ----------------------- | -------------------------- | ---------- | ------------------ | ------------ |
| 2022.  | Песма за Евровизију ’22 |                            | Врати ми   | Испао у полуфиналу | [ 6 ]        |
| 2023.  |                         | Поп нумера мушког извођача | Врати ми   | Номинација         | [ 8 ]        |
| 2023.  | Песма за Евровизију ’23 |                            | Недоступан | 13. место          | [ 9 ] [ 10 ] |

## Дискографија

### Синглови
| Назив           | Година | Албум            |
| --------------- | ------ | ---------------- |
| До моје клупе   | 2010.  | сингл без албума |
| Врати ми        | 2022.  | сингл без албума |
| Скок до свемира | 2022.  | сингл без албума |
| Недоступан      | 2023.  | сингл без албума |

### Композитор
| Држава    | Такмичење               | Песма       | Извођач(и)      | Место              |
| --------- | ----------------------- | ----------- | --------------- | ------------------ |
| Србија    | Песма за Евровизију '22 | Врати ми    | Борис Суботић   | Испао у полуфиналу |
| Србија    | Песма за Евровизију '23 | Недоступан  | Борис Суботић   | 13. место          |
| Хрватска  | Дора 2023.              | Несрећа     | Хана Машић      | 11. место          |
| Црна Гора | Монтесонг 2024.         | Добродошли  | Нина Жижић      | 2. место           |
| Црна Гора | Монтесонг 2024.         | Погубан лет | Тамара Живковић | 9. место           |
| Србија    | Песма за Евровизију '25 | Шесто чуло  | Бојана Давид    | 4. место           |